# Schloss Klaus

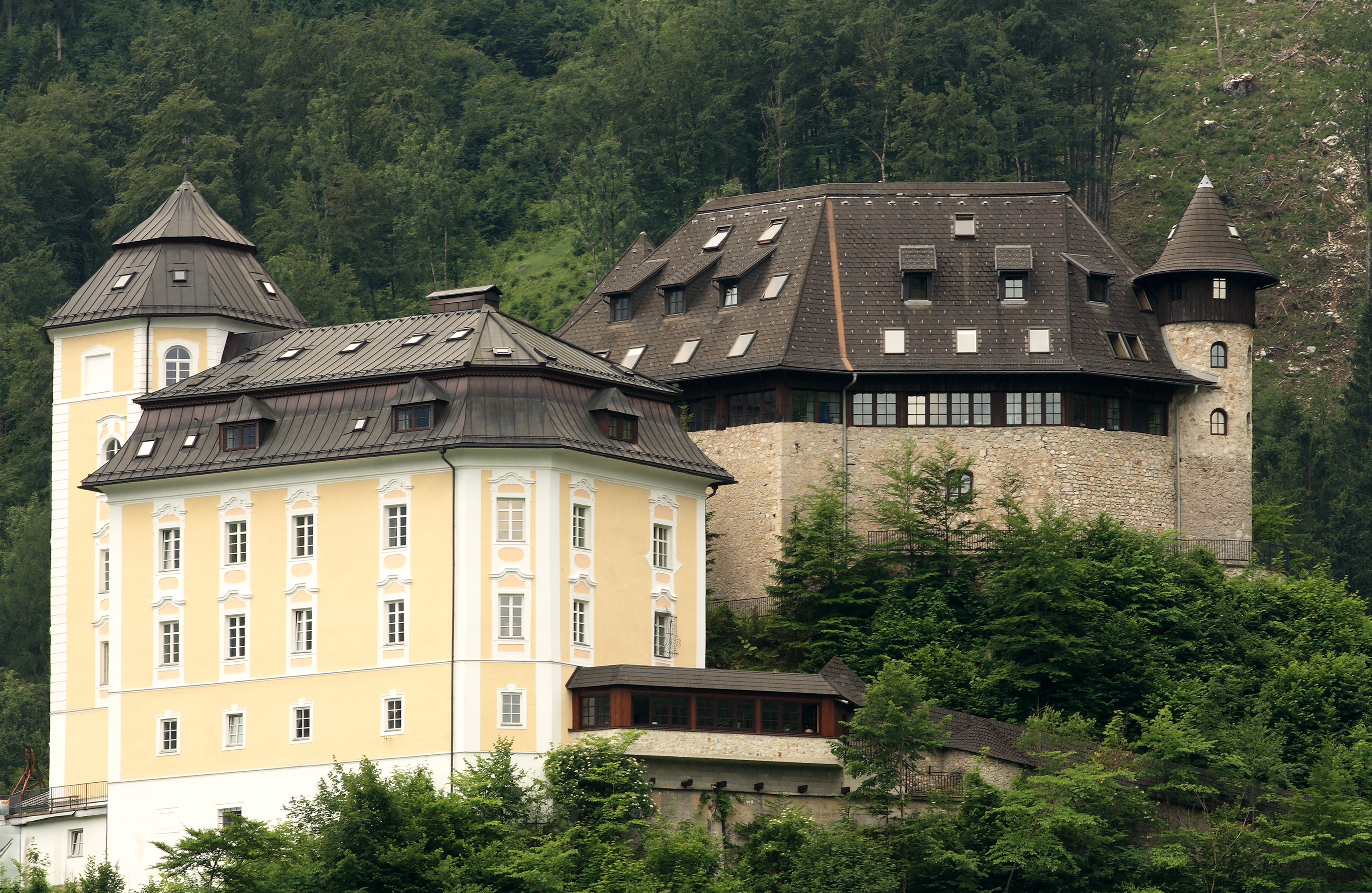
Schloss und Burg Klaus

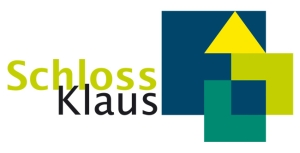
Logo des Jugendfreizeitzentrums und Bildungshauses

Schloss Klaus ist eine Schlossanlage in Oberösterreich, deren
Anfänge bis zum 12. Jahrhundert zurückgehen, welche heute ein evangelisches Jugendfreizeitzentrum und Bildungshaus beherbergt. Die Anlage liegt auf einem Felsvorsprung im Steyrtal, am Fuße des Berges Brennet, dem südlichsten Ausläufer der Kremsmauer.

## Geschichte
Anfangs handelte es sich um eine Festung an der Straße durch die Talenge bei Klaus an der Pyhrnbahn. Im Jahre 1175 finden sich erste urkundliche Hinweise. 1282 belehnte Albrecht von Habsburg Albero de Buchheim als Dank für treue Kriegsdienste mit der „starken Feste Klaus“. Nachdem die Herrschaft Klaus 1477 an das Stift Spital verpfändet wurde, kam die Feste 1512 in den Besitz der Familie Storch.
1578 erbaute Ulrich von Storch direkt unterhalb der bestehenden Festung ein Schloss, das 1758 barockisiert wurde. 1610 hinderten die Klauser Untertanen unter der Führung von Ludwig und Christoph Storch rund 8000 Soldaten des „Passauer Kriegvolkes“ am Durchzug durch die Talenge. 1616–1618 errichtete Ludwig von Storch oberhalb des Schlosses eine evangelische Bergkirche mit einem Friedhof sowie einer Prädikantenwohnung. Diese Anlage wurde als Spätfolge der Gegenreformation 1674 von der katholischen Pfarrkirche Klaus übernommen.

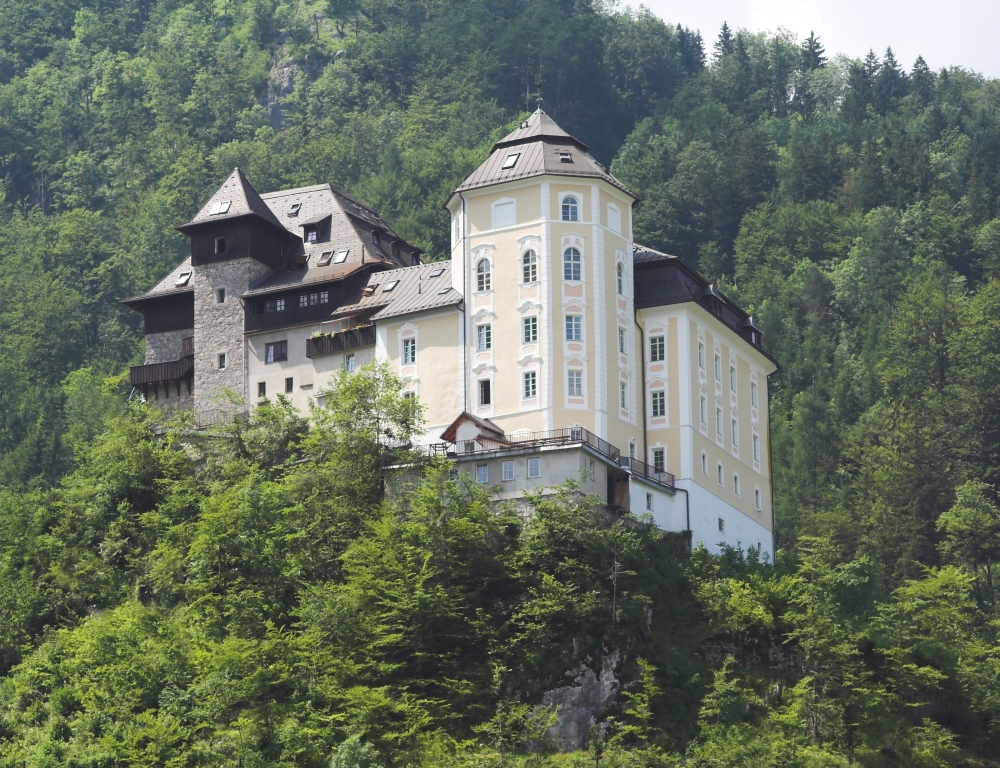
Ansicht vom Stausee aus

1632 musste die Familie Storch aus Glaubensgründen Österreich verlassen und zog nach Vach bei Fürth (Franken), wo die für die Klauser Bergkirche gestifteten Abendmahlsgeräte bis heute in Verwendung sind. Die Herrschaft Klaus wurde an den Freiherrn (ab 1665 „Graf“) Georg Siegmund von Salburg verkauft. 1708 ging die Anlage in den Besitz des Grafen Franz Ludwig von Salburg über. 1742 lenkte der im Dienste von Erzherzogin Maria Theresia stehende Freiherr von Trenck die Aufmerksamkeit auf Klaus. Bayrische und französische Soldaten fielen in Oberösterreich ein und eroberten auch die Festung Klaus. In den frühen Morgenstunden des 2. Januar überrumpelte sie Trenck nach einem Gelage, eroberte Schloss und Burg und nahm nach kurzem Kampf 130 Mann gefangen. Graf Norbert Anton Oswald Salburg veräußerte 1760 den Besitz an das Stift Spital am Pyhrn.
1809 gingen Schloss und Burg in das Eigentum des Obderennsischen Religionsfonds über, 1828 wird das Dach der Burg abgerissen, um keine Dachsteuer für den zu der Zeit bereits unbewohnten alten Gebäudetrakt entrichten zu müssen. 1889 wird die Herrschaft Klaus aus dem k.k. Religionsfonds ausgeschieden und an den Fürsten zu Schaumburg-Lippe verkauft. Der gesamte Besitz mit 574 ha Wald wurde am 13. Dezember 1940 an den Berliner Gutsherrn Sigismund von Treskow verkauft, der ihn 1945 seiner Nichte Ursula von Sydow vererbte. Da auch die letzten Besitzer das alte Schloss nicht bewohnen konnten, war die Grundvoraussetzung für die Erhaltung des historischen Baus nicht mehr gegeben. Unmittelbar nach dem Zweiten Weltkrieg wurde das Schloss als Flüchtlingsunterkunft verwendet. Ab 1948 diente es zwei Jahre lang als Erholungsheim für von der Caritas betreute Kinder aus der Diözese Wien. Der bauliche Zustand verschlechterte sich rapide, außerdem drohten die letzten Mauerreste der Burgruine einzustürzen. Aus diesem Grunde wurde die Immobilie de facto unbrauchbar.
1963 wurde ein Pachtvertrag zwischen Baronin Ursula von Sydow bzw. ihrem Sohn Wilhelm von Sydow und dem evangelisch-kirchlichen Verein Missionsgemeinschaft der Fackelträger unter der Leitung von Peter Wiegand abgeschlossen. Es begannen die ersten Renovierungsarbeiten am Schloss, in dem wenige Monate später ein evangelisches Jugendfreizeitzentrum und Bildungshaus eröffnete.
Aufgrund der großen Gästenachfrage entschloss man sich 1983 zum Wiederaufbau der Burgruine. Schloss und Burg bieten nun zwei große Versammlungssäle und 150 Gästebetten und verzeichnen rund 20.000 Nächtigungen pro Jahr. Neben dem Betrieb als christliches Jugendfreizeitzentrum und Bildungshaus werden heute von Schloss Klaus unter dem Namen Diakonie in der Gemeinde (DIG) mehrere diakonische Einrichtungen für Menschen mit Behinderungen in der Region geführt, weiters werden mehrere Missions- und Entwicklungshilfeprojekte administriert.

Historische Ansichten
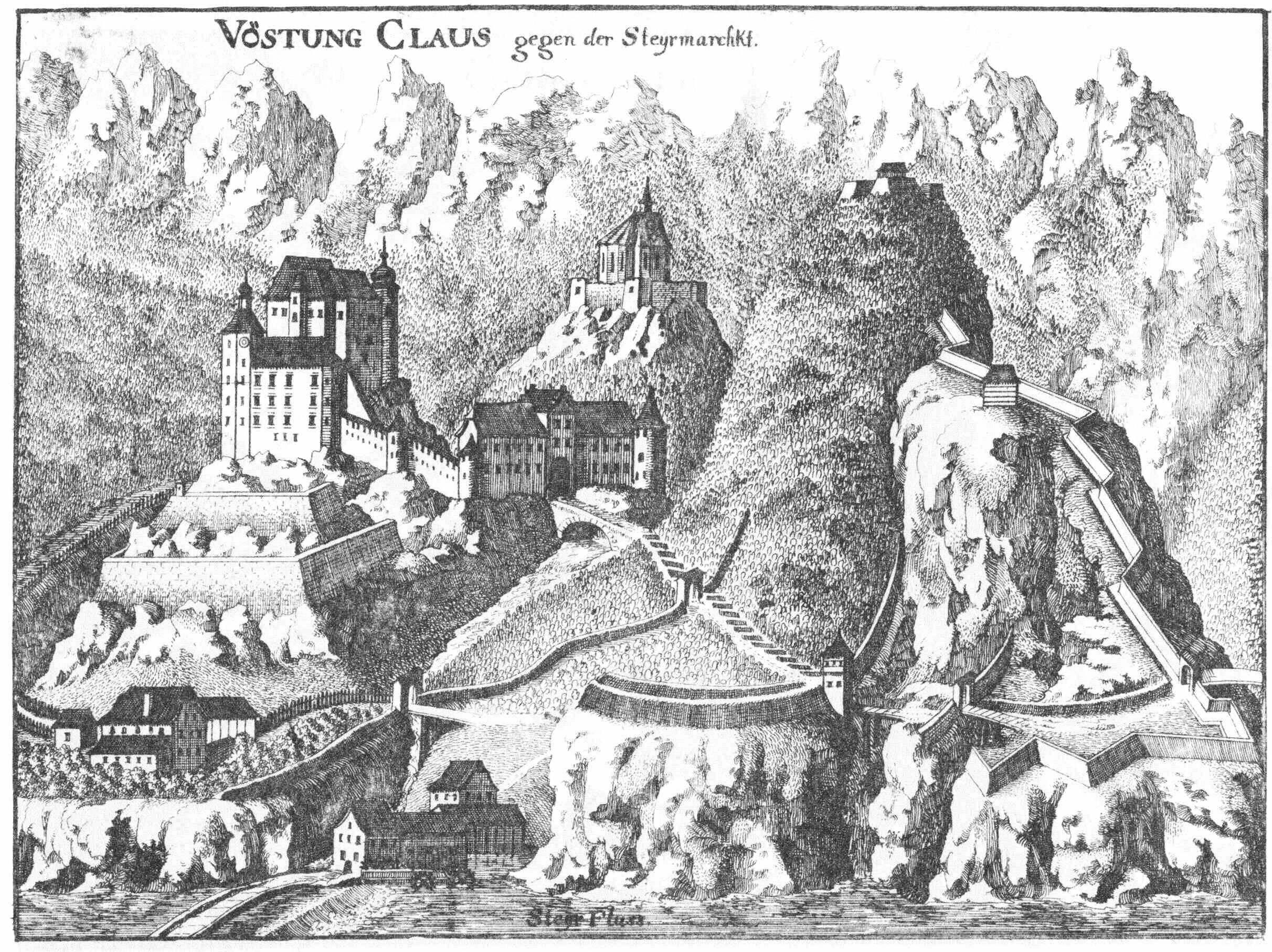
Ansicht aus Vischers Topographia Austriae superioris modernae (erschienen 1674)
Schloss und Burgruine auf einer kolorierten Ansichtskarte aus dem Jahr 1909. Im Vordergrund ein Zug der Pyhrnbahn
Ansicht von 1906. Im Vordergrund die Zufahrt zum Haus „Klaus 17“